# الزبيرة
الزبيرة مركز تابع لإمارة منطقة حائل وتقع شمال عرق المظهور وجنوب نفود الدهنا وتبعد مسافة 100كلم عن مدينة قبة باتجاه الشمال الغربي وكذلك 85 كلم عن مدينة تربة باتجاه الشرق ويربطها طريق بري عن الاجفر100كلم شمالا ويربطها طريق مزفلت وجنوب لينه120

## التاريخ
استوطن الوهوب من مسروح من قبيلة حرب، الزبيره في عام 1344هـ تقريباً وذلك بعد نزوحهم من المدينة المنورة وقد  منحها الأمير عبد العزيز بن مساعد - أمير حائل من عام (1341- إلى عام1391هـ) للعقيد والفارس رباح بن عشبان بن خشمان الوهبي الحربي

## الموقع
بالنسبة لمدينة حائل فهي باتجاه الشمال الشرقي وتبعد عنها مسافة 270كلم وهي آخر مركز تابع الإمارة حائل في اتجاه الشمال الشرقي

## المساحة والحدود
فهي تشمل دائرة يقدر نصف قطرها بخمسين كلم ويدخل ضمن حدودها أرض منبسطة تقدر مساحتها 400كليومتر مربع وتسمى السحيراء وتقع شرق الزبيره

## قطار الشمال
يمر بالزبيرة سكة قطارالشمال-الجنوب والذي ياتي من راس الزور من المنطقة الشرقية مرورا بالزبيره حيث نقطة توقف ومن ثم إلى حزم الجلاميد

## الزبيرة في عيون الشعراء
ورد بها من لاشعار الكثير
قال نجر المحرول الوهبي 
كريم يابرق من المزن ناضي
على الزبيرة كل عقلة سقاها
لباسة الجوخ الحمر والبياضي
أخاذة الدرمه على من بغاها{١}

{١} المقصود هُنا هم الراضي من المذيخ من الوهوب لانهم كانوا اهل أماره سابقا على الوهوب وعلى المدينة المنوره ،والدليل على إمارتهم هو(لباسة الجوخ الحمر والبياضي)واما الدليل على نفوذهم وسيطرتهم على المدينه المنوره هو (أخاذه الدرمه على من بغاها) والدرمه هي المبلغ المالي الذي يوخذ لاجل الحمايه 
وقال غربي بن غزاي الوهبي
ادركني الطاري وزرت الزبيره
واخذت سجة من طرفها لطرفها
وقال الحميدي بن مصيول بن راضي الوهبي 
عسى الحيا يسقي جناب الزبيره
اللي عليها مشيدين المباني
وقال عيادة بن نويصر الوهبي
شفي ربوع دوجو بالزبيره
يازين بني بيوتهم بالمشاريف
وقال معيوف بن عقيل الوهبي
كان بالك ضاق سير للزبيرة
دار سفرين الوجيه أهل الجمايل
وقال سعد المسعود الوهبي
انا هواية سجة بالزبيره
يم الوهوب مشيدين الرفافي
وكثير من شعراء الوهوب من تغنوا وتوجدوا على الزبيره في غربتهم عندما كانو يبحثون عن طلب الرزق
وذكر علامة الجزيرة حمد الجاسر في كتابة (معجم قبائل المملكة العربية السعودية)ان بلدان الوهوب (ام رشاد –الزبيرة—الحسكي)
ولزيادة الإيضاح أكثر
بلاد الوهوب هي الزبيرة تابعة لحائل والعاقر تابع للقصيم وخب النقع تابعه للقصيم
موارد الماء بالزبيره(العدود)
وتمتد من الجنوب الشرقي إلى الشمال الغربي
وأسماءهذه الابار ابتداء من الجنوب الشرقي
1-العوشزي 2-اللبانة 3-المقطر4-بوهان5-ثغب الجمل
6-العوشزية 7الدرباسية8-الرويجحية 9-ام قلوب(الشحيمية)10زبار وهي التي قامت عليها القرية المسماة الزبيرة 11-دابة 12-ام الذيابة 13سدحة 14-الشريمية
اما ام رشاد فهي ملك لشيخ الوهوب فيصل بن سعدى 
أشهر الاودية خ[ثال ][الحسكي] [الارطاوي] [الاقيرع ][اباثيران][الاقرع][أباالجرفان ][مديسيسات ][الشوكيات ][العوجا ][اللبيد ][الفويلق]

## الخدمات
اما من ناحية المراكز الحكومية يوجد بها مركز إمارة ومدارس بنين وبنات ابتدائي ومتوسط وثانوي ومستوصف صحي وبريد ومخفر شرطة
الآن بها مخطط وبه حوالي 10 مباني مسلحة اما مجموعة بيوتها فاكثر 150 بيت

## أقتصادياً

### مشروعات الألمنيوم والمعادن الصناعية
تألف موقع الزبيرة من منجم لخام البوكسايت ومرافق لمناولة الخام. ويقع المنجم بين منطقتي حائل والقصيم بالمملكة العربية السعودية، وتبعد حوالي 150 كلم إلى الشمال من بريدة و 150 كم شمال شرق حائل، وقد أعدت خطة المنجم استنادا إلى الإمكانيات الحالية المقدرة للمصفاة والمصهر والتي تم استعراضها في دراسات فنية كاملة.
وقد نفذت الخطة الرئيسة للمشروع استنادا إلى الدراسات الفنية، لاستخراج حوالي 3.5 مليون طن/ سنة من البوكسايت من موارد رأس الزور لإنتاج ما يقرب من 1.4 مليون طن / السنة من الألومينا من المصفاة وحوالي 650.000 طن في السنة من الألمنيوم من المصهر. ويجري حاليا تطبيق نتائج دراسات فنيه لزيادة كمية احتياطي الخام إلى حوالي 4.0 ملايين طن في السنة من البوكسايت، و 1.8 مليون طن في السنة من الألومينا، و 740.000 طن في السنة من الألمنيوم.وعلى ضوء ذلك تمضي شركة التعدين العربية السعودية قدما في تنفيذ المشروع على هذا الأساس.